# Escoulis
Escoulis település Franciaországban, Haute-Garonne megyében. Lakosainak száma 77 fő (2022. január 1.). Escoulis Betchat, Cérizols, Belbèze-en-Comminges és Cassagne községekkel határos.

## Népesség
A település népességének változása:
| Lakosok száma | 106  | 106  | 88   | 75   | 86   | 83   | 80   | 79   | 79   | 77   |
|               | 1968 | 1982 | 1990 | 2006 | 2013 | 2015 | 2017 | 2019 | 2020 | 2022 |